# Escala prohibida
Escala prohibida (títol original en anglès: Up the Down Staircase) és una pel·lícula estatunidenca dirigida per Robert Mulligan, adaptació del llibre homònim de Bel Kaufman (1965), i estrenada el 1967. Ha estat doblada al català.

## Argument
El primer any de professorat de Sylvia Barrett: és destinada al Col·legi Calvin Coolidge, situat en un dels barris més desfavorits de Nova York. La seva classe, composta d'una quarantena d'adolescents indisciplinats, li dona molta feina… Mal secundada pels seus col·legues, desorientada pels reglaments contradictoris de la seva administració i desanimada pel comportament recalcitrant dels seus alumnes, Sylvia pensa a dimitir… Tanmateix, un adolescent portorriqueny, José Rodriguez, li ofereix un bri d'esperança. Aquest noi, inhibit, sembla donar confiança gràcies al seu missatge. Sylvia s'hi repensa i decideix, des d'aleshores, enfrontar valentament l'adversitat…

## Repartiment
- Sandy Dennis: Sylvia Barrett
- Patrick Bedford: Paul Barringer
- Eileen Heckart: Henrietta Pastorfield
- Jean Stapleton: Sadie Finch
- Sorrell Booke: Dr. Bester
- Ruth White: Béatrice Schacter
- Roy Poole: McHabe
- Florence Stanley: Ella Friedenberg
- Jeff Howard: Joe Ferone
- Ellen O'Mara: Alice Blake
- John Fantauzzi: Ed Williams
- Vinnette Carroll: la mare
- Janice Mars: Ms Gordon
- Loretta Leversee: la professora de ciències socials
- Robert Levine: M. Osborne
- José Rodriguez: el seu propi paper

## Comentari
En aquesta pel·lícula Robert Mulligan intenta de reconciliar reportatge sociològic, ficció novel·lesca i caracterització psicològica. Les escenes rodades al col·legi (filmades en decoracions reals) són molt sovint impreses de divertiment i de veritat Pel·lícula sobre els problemes de l'ensenyament en un medi sensible, i, al microcosmos de la societat americana dels anys 1960, Escala prohibida  s'il·lumina de ressonàncies contemporànies i, per força, clàssics.

## Producció
Aquesta pel·lícula ha estat rodada|rodada al Liceu Benjamin Franklin High School (New York City) a Harlem a Nova York.
Sandy Dennis ha interpretat el paper de Sylvia Barrett després d'haver obtingut l'Oscar a la millor actriu secundària a « Qui té por de Virginia Woolf? » Va ser el seu primer i únic film amb el productor Alan J. Pakula i el realitzador Robert Mulligan. En relació amb la seva prestació Robert Chazal estima qu' Escala prohibida aporta la confirmació del seu talent. […] (la seva) interpretació posa en llum una extrema sensibilitat juntament amb una energia inesperada sota una aparença també fràgil. Jacques Lourcelles es fixa, per la seva part, que la interpretació atractiva de Sandy Dennis empeny el personatge cap a la neurosi, sense que aquesta sigui prou explicitada per la conducta del relat
Apareixen també per primera vegada a la pantalla Bud Cort i Jean Stapleton. Cort ha fet més tard altres pel·lícules: se'l coneix sobretot com el jove suïcida que troba una vella a  Harold i Maude. Jean Stapleton tindrà el paper principal d'Edith Bunker en l'emissió de televisió All in the Family.
Sandy Dennis ha obtingut el premi a la millor actriu al 5è Festival internacional de cinema de Moscou, el 1967, per a la seva actuació en aquest film.